# Чорогирла (комуна)
Чорогирла (рум. Ciorogârla) — комуна у повіті Ілфов в Румунії. До складу комуни входять такі села (дані про населення за 2002 рік):
- Дирварі (1852 особи)
- Чорогирла (3069 осіб)

Комуна розташована на відстані 16 км на захід від Бухареста, 136 км на південь від Брашова.

## Населення
За даними перепису населення 2002 року у комуні проживала 4921 особа.
Національний склад населення комуни:
| Національність | Кількість осіб | Відсоток |
| -------------- | -------------- | -------- |
| румуни         | 4829           | 98,1%    |
| цигани         | 89             | 1,8%     |
| німці          | 1              | < 0,1%   |

Рідною мовою назвали:
| Мова      | Кількість осіб | Відсоток |
| --------- | -------------- | -------- |
| румунська | 4918           | 99,9%    |
| німецька  | 1              | < 0,1%   |

Склад населення комуни за віросповіданням:
| Релігія                                       | Кількість осіб | Відсоток |
| --------------------------------------------- | -------------- | -------- |
| православні                                   | 4864           | 98,8%    |
| лютерани                                      | 17             | 0,3%     |
| п'ятдесятники                                 | 10             | 0,2%     |
| греко-католики                                | 8              | 0,2%     |
| бретрени                                      | 6              | 0,1%     |
| адвентисти                                    | 5              | 0,1%     |
| римо-католики                                 | 4              | 0,1%     |
| баптисти                                      | 4              | 0,1%     |
| лютерани (Синодально-пресвітеріанська церква) | 2              | < 0,1%   |